# Cycle d’orientation
Der Cycle d’orientation (CO; deutsch Orientierungszyklus) ist der Name der reformierten Sekundarstufe im Kanton Genf, welche die letzten drei obligatorischen Schuljahre (das 9., 10. und 11. Schuljahr) umfasst.

## Geschichte
In den 1920er Jahren schlug Regierungsrat André Oltramare die Gründung einer Mittelschule vor, die Arbeiterkindern den Zugang zu höheren Studien vereinfachen sollte. Erst zu Beginn der 1960er Jahre griff Regierungsrat Alfred Borel, auf Druck von Jungpolitikern, das Projekt wieder auf. Zu Beginn war vorgesehen, dass das 7. Schuljahr (heute das 9. Schuljahr) als tronc commun («gemeinsamer Lehrplan») organisiert wird. Borel konnte das Projekt nicht vollenden, da er 1961 nicht wiedergewählt wurde.
Sein Nachfolger André Chavanne schaffte die Umsetzung unter anderem durch den Anreiz für die Gemeinden, die Zahl ihrer Schulgebäude reduzieren zu können, da die Schaffung des Cycle d’orientation die Primarschulzeit um ein Jahr verkürzen sollte. So wurden bei Schulbeginn 1962 die verschiedenen (langen bzw. humanistischen oder kurzen bzw. berufsorientierten) Studientypen in Cycles d’orientation vereint. Angesichts harscher Kritik vonseiten der Arbeitgeberverbände musste Regierungsrat Chavanne auf den tronc commun für das 7. Schuljahr (heute 9. Schuljahr) verzichten, um die Sekundarstufenreform als Ganzes nicht zu gefährden.
Die erste Einrichtung dieser neuen Art war nur für Mädchen; Gemischtklassen gab es in den Cycles d’orientation erst ab 1969. Regierungsrat Chavanne, der dem Bildungsdepartement bis 1985 vorstand, schloss die Reform erfolgreich ab, unter anderem da er die Reformen auch mit finanziellen Gründen begründen konnte. Er gilt heute als Erneuerer des Genfer Schulsystems, zu dem neben dem Cycle d’orientation auch das Collège du soir (Abendschule), die École de culture générale (Fachmittelschule) und die Université du 3e âge (Senioren-Universität) gehören.

## Liste derCycles d’orientation
Der Kanton Genf zählt derzeit 20 Cycles d’orientation (die auch Collèges genannt werden).
Die Verwaltung, Direction générale de l’enseignement obligatoire – cycle d’orientation (DGEO-CO), befindet sich am Chemin de l’Echo 5A in 1213 Onex.
| Collège             | Quartier                   | Weblink                                                                              |
| ------------------- | -------------------------- | ------------------------------------------------------------------------------------ |
| CO Aubépine         | Plainpalais (Hôpital)      | Weblink (Memento vom 4. November 2009 im Internet Archive)                           |
| CO Bois-Caran       | Collonge-Bellerive         | Weblink (Seite nicht mehr abrufbar, festgestellt im Juni 2021. Suche in Webarchiven) |
| CO Budé             | Petit-Saconnex             | Weblink (Seite nicht mehr abrufbar, festgestellt im Juni 2021. Suche in Webarchiven) |
| CO Cayla            | Charmilles                 | Weblink (Seite nicht mehr abrufbar, festgestellt im Juni 2021. Suche in Webarchiven) |
| CO Colombières      | Versoix                    | Weblink (Seite nicht mehr abrufbar, festgestellt im Juni 2021. Suche in Webarchiven) |
| CO Coudriers        | Petit-Saconnex (Balexert)  | Weblink (Seite nicht mehr abrufbar, festgestellt im Juni 2021. Suche in Webarchiven) |
| CO Drize            | Carouge (Bachet-de-Pesay)  | Weblink (Seite nicht mehr abrufbar, festgestellt im Juni 2021. Suche in Webarchiven) |
| CO Florence         | Chêne-Bougeries (Conches)  | Weblink (Seite nicht mehr abrufbar, festgestellt im Juni 2021. Suche in Webarchiven) |
| CO Foron            | Thônex                     | Weblink (Seite nicht mehr abrufbar, festgestellt im Juni 2021. Suche in Webarchiven) |
| CO Golette          | Meyrin                     | Weblink (Seite nicht mehr abrufbar, festgestellt im Juni 2021. Suche in Webarchiven) |
| CO Gradelle         | Chêne-Bougeries            | Weblink (Seite nicht mehr abrufbar, festgestellt im Juni 2021. Suche in Webarchiven) |
| CO Grandes-Communes | Petit-Lancy                | Weblink (Seite nicht mehr abrufbar, festgestellt im Juni 2021. Suche in Webarchiven) |
| CO Marais           | Onex                       | Weblink (Seite nicht mehr abrufbar, festgestellt im Juni 2021. Suche in Webarchiven) |
| CO Montbrillant     | Nations (Varembé)          | Weblink (Seite nicht mehr abrufbar, festgestellt im Juni 2021. Suche in Webarchiven) |
| CO Pinchat          | Carouge (plateau de Vessy) | Weblink (Seite nicht mehr abrufbar, festgestellt im Juni 2021. Suche in Webarchiven) |
| CO Renard           | Aïre                       | Weblink (Seite nicht mehr abrufbar, festgestellt im Juni 2021. Suche in Webarchiven) |
| CO Sécheron         | Pâquis                     | Weblink (Seite nicht mehr abrufbar, festgestellt im Juni 2021. Suche in Webarchiven) |
| CO Seymaz           | Chêne-Bourg                | Weblink (Seite nicht mehr abrufbar, festgestellt im Juni 2021. Suche in Webarchiven) |
| CO Voirets          | Plan-les-Ouates            | Weblink (Seite nicht mehr abrufbar, festgestellt im Juni 2021. Suche in Webarchiven) |
| CO Vuillonnex       | Confignon/Bernex           | Weblink (Seite nicht mehr abrufbar, festgestellt im Juni 2021. Suche in Webarchiven) |